# Myrtea soyoae
Myrtea soyoae is een tweekleppigensoort uit de familie van de Lucinidae. De wetenschappelijke naam van de soort werd in 1953 voor het eerst geldig gepubliceerd door Habe als Notomyrtea soyoae.